# Eduard von Simson
Pour les articles homonymes, voir Simson.
Martin Sigismund Eduard (von) Simson est né le 10 novembre 1810 à Königsberg, en province de Prusse-Orientale et mort le 2 mai 1899 à Berlin. C’est un juriste et un homme politique prussien qui a été président du parlement de Francfort puis premier président du Reichstag de l'Empire allemand.  
C'est l'arrière-grand-père de la physicienne, féministe et femme politique Clara von Simson (1897-1983).

## Biographie
Ses parents juifs font baptiser Eduard Simson en 1823. En mars 1826, à l'âge de 15 ans, il passe son baccalauréat au Collège Fridericianum. Il commence à étudier le droit et la caméralité à l'université de Königsberg. Parmi ses professeurs, il ne cite que Heinrich Eduard Dirksen (de). À Königsberg, il aide Johann Jacoby à fonder, le 2 février 1827, le troisième Littauer-Kränzchen au sein de la communauté générale de la Burschenschaft de Königsberg. Ce Kränzchen devient en 1829 la Corpslandsmannschaft Littuania. Simson passe ensuite à l'université Frédéric-Guillaume de Berlin et à l'université rhénane Frédéric-Guillaume de Bonn et sert dans l'armée prussienne. 